# NOAA Hurricane Hunters
Chasseurs d'ouragans de la NOAA
Les chasseurs d'ouragans de la NOAA forment la flotte d'avions de reconnaissance utilisés pour l'étude in situ des cyclones tropicaux par la National Oceanic and Atmospheric Administration (NOAA) des États-Unis. Ils survolent les ouragans pour aider les prévisionnistes et les scientifiques à recueillir des données opérationnelles et de recherche. Les équipages mènent également d'autres projets de recherche, notamment des études sur les vents océaniques, la recherche sur les tempêtes hivernales, la recherche sur les orages, l'érosion côtière et la chimie atmosphérique.
Ces avions sont basés au Centre des opérations aériennes (Aircraft Operations Center ou AOC), situé à l'aéroport international de Lakeland Linder à Lakeland (Floride). L'AOC relève du Bureau des opérations maritimes et aériennes (Office of Marine and Aviation Operations ou OMAO) de la NOAA. L'AOC était basé antérieurement à MacDill Air Force Base de janvier 1993 à juin 2017.

## Flotte
La flotte de la NOAA comprend 10 aéronefs. De ce nombre deux avions Lockheed WP-3D Hurricane Hunter ainsi qu'un Gulfstream IV-SP servent spécifiquement à l'étude des ouragans in situ (chasseurs de cyclones) afin d'améliorer la précision des prévisions des cyclones tropicaux. Équipé d'un radar météorologique Doppler de queue, de capteurs atmosphériques et de la capacité de déployer des catasondes ; ces appareils collectent hautement performants et polyvalents prennent également en charge les études atmosphériques et de chimie de l'air. Les turbopropulseurs Lockheed traversent les ouragans et le Gulfstream survole le sommet des tempêtes pour obtenir une lecture des courants internes et externes. En collaboration avec Jim Henson Productions, les P-3 sont surnommés Kermit The Frog (N42RF) et Miss Piggy (N43RF). Le G-IV (N49RF) est surnommé Gonzo.

### WP-3D

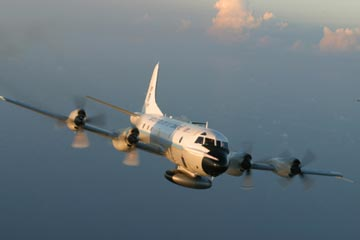
Lockheed WP-3D Orion de la NOAA.

Le WP-3D a été conçu pour tolérer de fortes turbulences durant de longues périodes. L'une des parties les plus distinctives du WP-3 est le radôme ventral noir et circulaire proéminent. Composée de 18 à 20 membres d'équipage, y compris des pilotes et des scientifiques, une mission normale de reconnaissance ou pénétration d'un ouragan peut durer de 9 à 10 heures, tandis qu'une mission de surveillance durera généralement 8 heures. Les missions alternent souvent avec le vol des WC-130 du 53e escadron de reconnaissance de l'US Air Force (53 WRS) à des intervalles de six heures.
Le plus souvent, les scientifiques et l'équipage à bord de l'avion déploient des catasondes munis de GPS qui collectent et transmettent des données au fur et à mesure de leur descente vers l'océan. Une fois ces données reçues et vérifiées par l'équipage, elles sont envoyées au National Hurricane Center pour l'analyse. D'autres données sont collectées et transmises sur demande. Le personnel à bord comprend des pilotes, des navigateurs, des ingénieurs, des techniciens et des météorologues de vol (directeurs de vol).

### Gulfstream IV-SP

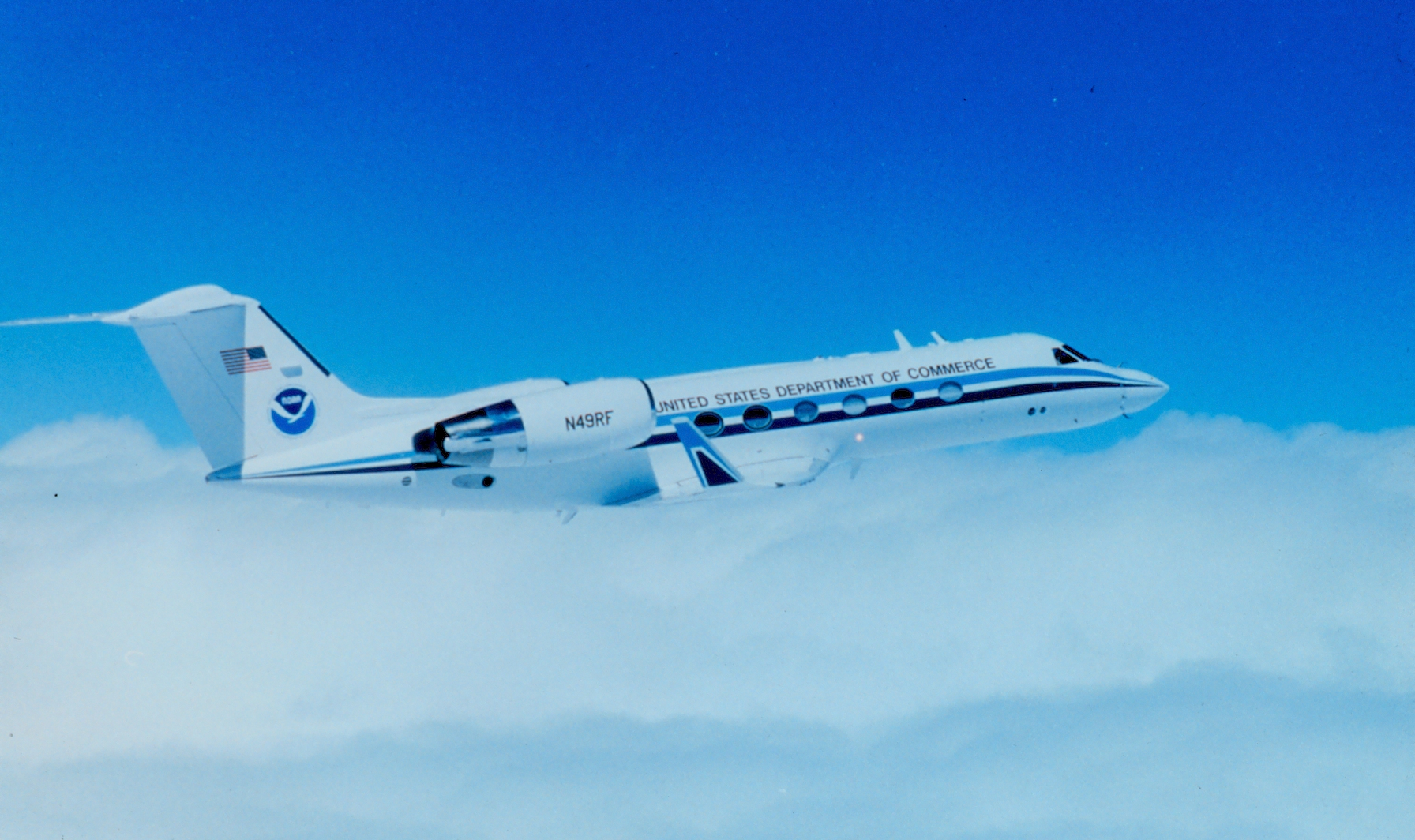
Gulfstream IV-SP de la NOAA.

Le G-IV est un jet qui peut voler jusqu'à 45 000 pieds (13 716 m). L'équipage est similaire à celui WP-3D et comprend des pilotes, des ingénieurs, des techniciens et un météorologue de vol (directeur de vol). L'appareil vole à la périphérie des tempêtes tropicales et hivernales, y compris les ouragans, et lâche des catasondes afin de recueillir des données sur l'environnement autour du cyclone. Ces informations sont utilisées pour aider à prédire la trajectoire des ouragans. Elles sont collectées et vérifiées par un directeur de vol à bord, qui les transmet ensuite aux National Centers for Environmental Prediction (NCEP) et au National Hurricane Center (NHC) pour analyse.
Le G-IV sert autant à étudier l'environnement des cyclones tropicaux que des tempêtes hivernales afin de mieux prévoir l'emplacement et l'intensité de ces dernières qui affectent les États-Unis. Lors de la reconnaissance des tempêtes hivernales, effectués au départ d'Honolulu , d'Anchorage ou de Yokota Air Base au Japon, des mesures de la chimie de l'air sont également prises dans la haute troposphère.